# Intelligence artificielle et élections

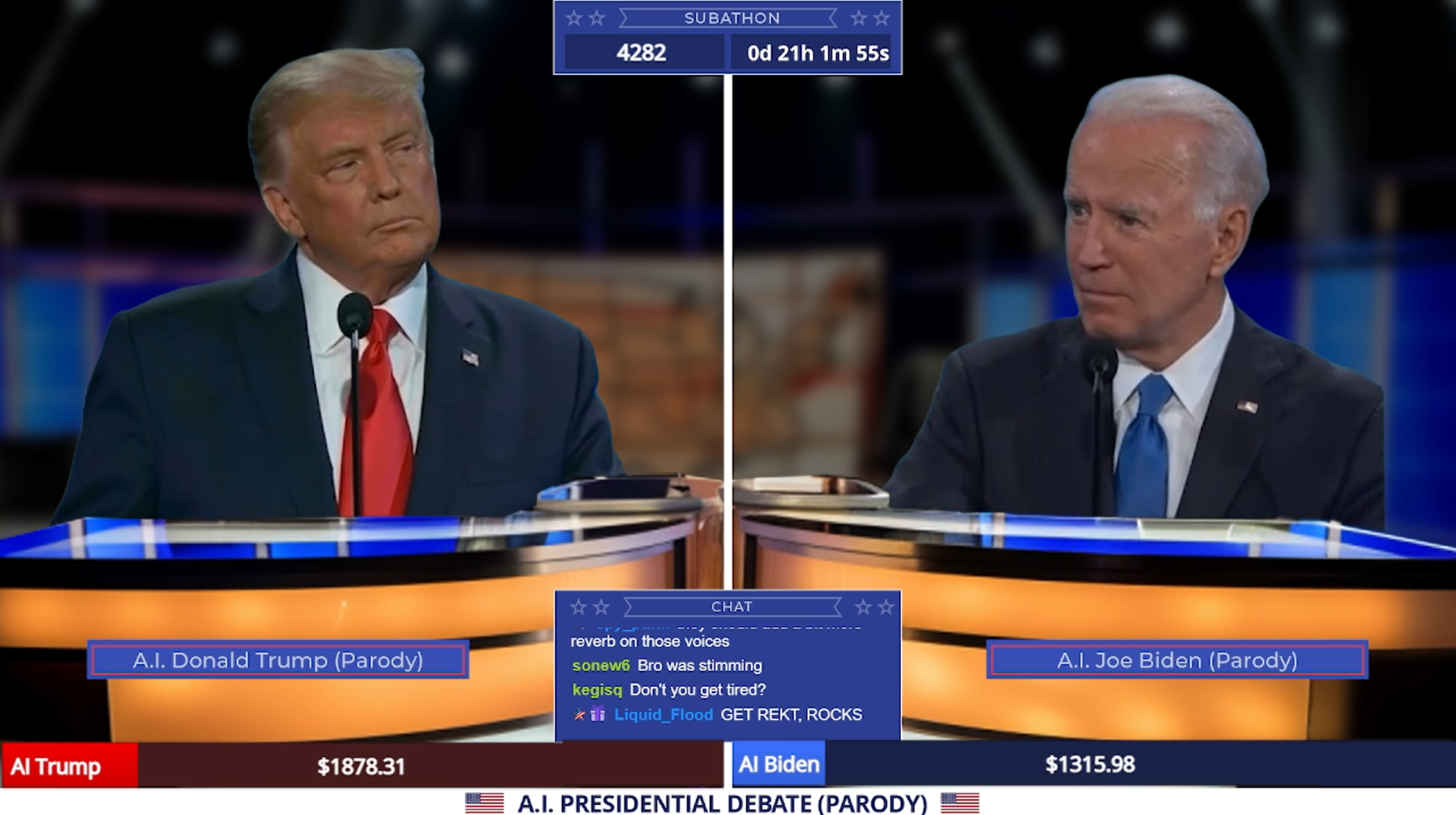
Une vidéo deepfake, en juin 2023, semble montrer un débat entre Donald Trump et Joe Biden, diffusé sur Twitch, canal TrumporBiden2024.

L'intelligence artificielle dans le domaine des élections et processus électoraux est une évolution sociétale qui suscite des préoccupations telles que décrites dans un rapport publié en janvier 2024 par une agence fédérale américaine, la Cybersecurity and Infrastructure Security Agency
.

## Tactiques
L'Intelligence artificielle générative permet de créer ou modifier des contenus audiovisuels trompeurs:
une description textuelle, un prompt, peut
devenir une image fixe
ou une vidéo
ou
une voix (en),
et des vidéos ou des voix peuvent être créées ex nihilo (deepfake).
Un candidat peut être montré, dans une vidéo deepfake, en train de tenir des propos et poser des actes que le vrai candidat désapprouve
.
Des chatbots pourraient tromper les votants potentiels quant à l'adresse ou les heures d'ouverture de leurs bureaux de vote, ou le mode de scrutin.
Mettre sur pied de telles tromperies demanderait aujourd'hui bien moins d'habileté que dans le passé, et leur diffusion pourrait être bien plus rapide
.

## Quelques exemples par pays

### Italie:Élections européennes de 2024
Pendant la campagne pour les élections européennes, le vice-premier ministre Matteo Salvini, membre de la Ligue du Nord à Rome donc des Patriotes pour l'Europe à Bruxelles, poste sur X une vidéo montrant des musulmans en train de brûler une copie de La Divine Comédie, le symbole de l'Italianité sans doute le plus largement reconnu dans le pays. Ce post a obtenu plus de 114 000 vues. Le groupe européen dans lequel siège la Lega s'est engagé à ne pas utiliser, pendant ces élections, de contenu généré par IA
.

### France:Élections législatives de 2024
1. Dans une vidéo qui a eu plus de  2 millions de vues sur les médias sociaux[6], des jeunes femmes, censées être des nièces de Marine Le Pen — nièces qui, en fait, n'existent pas —, sont montrées à la plage, au ski, ou sur une piste de danse, tenant des propos racistes.
2. Une vidéo, censément un reportage de France24, et propagée sur les réseaux sociaux, fait paraitre que le président de l'Ukraine "avait tenté d'attirer Emmanuel Macron en Ukraine pour l'assassiner et imputer cet assassinat à la Russie"[7]

### Royaume-Uni:Élections législatives de 2024
Le Center for Security and Emerging Technology, basé à Washington D.C., publie en mai 2024 un rapport sur le risque que fait peser l'IA sur les élections législatives de 2024 au Royaume-Uni, indiquant que cet impact est encore limité mais  
« show signs of damaging the broader democratic system » (« montrent leur pouvoir de destruction envers la démocratie en général »).
Dans les jours précédant le vote, des vidéos deepfakes ont été propagées sur des réseaux sociaux, par exemple : 
1. Dans un clip qui a eu plus de 400 000 vues, Rishi Sunak, qui était alors premier ministre du pays, déclarant qu'il allait « ordonner que toute personne de 18 ans soit,  dans le cadre de son service national, envoyée dans les zones de guerre de la bande de Gaza et de l'Ukraine » (« require 18-year-olds to be sent to active war zones in Gaza and Uktaine as part of their national service »)[9].
2. Un autre clip deepfake montre Keir Starmer, lui aussi premier ministre quand le clip a été diffusé, agonir d'injure un employé, ce qui suscite sur le réseau la qualification de Starmer comme un « gars répugnant » (« disgusting bully »). Le réseau en question refuse alors de retirer ce clip, malgré plusieurs demandes dans ce sens[10].

### États-Unis:Élection présidentielle de 2024
L'ODNI et le FBI font savoir[réf. nécessaire] que la Russie, l'Iran et la  Chine créent, grâce à l'intelligence artificielle générative, des faux — textes, photographies et clips audiovisuels — susceptibles de nourrir des campagnes hostiles aux États-unis.
Ce rapport qualifie l'IA de facteur d'accélération mais pas de chagement radical
.
Les textes de lois régissant ces pratiques datent d'avant les ces élections
,. 
Le candidat Républicain
,
Donald Trump, a diffusé, pendant sa campagne médiatique, des clips 'deepfakes sur ses adversaires politiques et des images factices le montrant avec des sympathisans de couleur
,.
En 2023, alors que Joe Biden était toujours dans la presidential campaign met sur pied une équipe chargée de répondre aux images et vidéos IA de son adversaire
.
Un conseiller ayant travaillant pour le candidat Dean Phillips, qui lui aussi visait à succéder à Biden, a admis avoir réalisé un appel téléphonique automatisé (en) lors duquel la voix de Joe Biden, synthétisée par IA, tenait des propos propres à décourager ses partisans de voter pour lui
.
L'IA générative a aussi permis à certains candidats d'identifier les partisans à qui adresser préfèrentiellement leurs appels de fonds
.

## References
1. ↑  (en-US) Robert Carnevale, « Debate Between AI Doppelgangers of Donald Trump and Joe Biden Featured on Twitch », sur TheWrap, 20 juin 2023 (consulté le 1er décembre 2023)
2. ↑  (en-US) « Risk in Focus: Generative A.I. and the 2024 Election Cycle », Cybersecurity and Infrastructure Security Agency,‎ 18 janvier 2024 (lire en ligne, consulté le 18 mars 2024)
3. ↑  
(en-US) Robert McMillan, Alexandra Corse et Dustin Volz, « New Era of AI Deepfakes Complicates 2024 Elections », The Wall Street Journal,‎ 15 février 2024 (lire en ligne, consulté le 18 mars 2024)
4. ↑  
(en-US) Ali Swenson et Kelvin Chan, « Election disinformation takes a big leap with AI being used to deceive worldwide », AP News,‎ 14 mars 2024 (lire en ligne, consulté le 18 mars 2024)
5. ↑  
(en) « Italian Far-Right Party Used Generative AI for Months Leading Up to EU Elections », sur Digital Forensic Research Lab, 6 novembre 2024
6. 1 2  
(en) « Deepfakes of Family of French Far-Right Leader Go Viral », Wired,‎ 16 avril 2024 (lire en ligne, consulté le 21 novembre 2024)
7. ↑  
(en) « Deepfaked video of broadcast alleges Ukraine tried to assassinate French president », Wired,‎ 19 février 2024 (lire en ligne, consulté le 21 novembre 2024)
8. ↑  
(en) Sam Stockwell, Megan Hughes, Phil Swatton et Katie Bishop., « AI-Enabled Influence Operations : The Threat to the UK General Election », sur Centre for Emerging Technology and Security, 28 mai 2024 (consulté le 28 octobre 2024)
9. ↑  
(en) « AI Videos Flood TikTok Ahead of UK Elections », Wired,‎ 2 juillet 2024 (lire en ligne, consulté le 26 novembre 2024)
10. ↑  (en) « Deepfake of UK politician Keir Starmer appears to swear at staffer », Wired,‎ 15 mars 2024 (lire en ligne, consulté le 26 novembre 2024)
11. ↑  
Shannon Bond, « U.S. officials say Russia is embracing AI for its election influence efforts », NPR,‎ 23 septembre 2024 (lire en ligne)
12. ↑  
Joseph Menn, « Russia, Iran use AI to boost anti-U.S. influence campaigns, officials say », The Washington Post,‎ 23 septembre 2024 (ISSN 0190-8286, lire en ligne, consulté le 23 septembre 2024)
13. 1 2  
(en-US) Erin Mansfield, « AI deepfakes are part of the 2024 election. : Will the federal government regulate them? », USA Today,‎ 11 mars 2024 (lire en ligne, consulté le 18 mars 2024)
14. ↑  
(en) Brian Fung, « AI could disrupt the election. Congress is running out of time to respond », CNN Business,‎ 14 février 2024 (lire en ligne, consulté le 18 mars 2024)
15. ↑  
(en-US) Jill Colvin, « Trump wins delegates needed to become GOP's presumptive nominee for third straight election », Associated Press,‎ 12 mars 2024 (lire en ligne, consulté le 18 mars 2024)
16. ↑  
(en) Matt Brown et David Klepper, « Fake images made to show Trump with Black supporters highlight concerns around AI and elections », Associated Press,‎ 8 mars 2024 (lire en ligne, consulté le 18 mars 2024)
17. ↑  
(en-US) Donie O'Sullivan et Brian Fung, « First on CNN: Biden campaign prepares legal fight against election deepfakes », CNN,‎ 30 novembre 2023 (lire en ligne, consulté le 18 mars 2024)
18. ↑  
(en) Pranshu Verma et Meryl Kornfield, « Democratic operative admits to commissioning Biden AI robocall in New Hampshire », The Washington Post,‎ 2 mars 2024 (lire en ligne )
19. ↑  
(en) Maria Curi, « Exclusive: AI turbocharges campaign fundraising », Axios,‎ 30 janvier 2024 (lire en ligne, consulté le 10 novembre 2024)